# Fido (chien)
Pour les articles homonymes, voir Fido.
Fido est un chien bâtard qui fut recueilli en 1941 par un Italien, Carlo Soriano, à Borgo San Lorenzo près de Florence. Le matin, il accompagnait son maître, allant travailler, à l'arrêt d'autobus ; le soir il l'attendait pour son retour. Quand Carlo Soriano fut tué lors d'un bombardement en 1943, Fido continua à aller l'attendre durant 14 années. Touché par tant de fidélité, le maire de Borgo San Lorenzo, lui décerna une médaille en 1957 et une statue fut érigée en son honneur (et inaugurée en présence de la veuve de son maître) après la mort du chien, en 1958, sur la Piazza Dante, d'abord en céramique mais vandalisée, la statue fut ensuite en bronze et s'y trouve toujours.

## Film
- film en italien sur Fido, par l'Istituto Luce